# جيم وايتهيد
جيم وايتهيد (بالإنجليزية: Jim Whitehead)‏ هو منافس ألعاب قوى وسياسي أمريكي، ولد في 1942. حزبياً، نشط في الحزب الجمهوري.